# Technotise (Film)
Technotise (Originaltitel: Technotise: Edit i ja, übersetzt „Technotise: Edit und ich“) ist ein serbischer Science-Fiction-Animationsfilm von Aleksa Gajić aus dem Jahr 2009. Der Film wird auch als Robot Metropolis vertrieben und gilt als Vertreter des Cyberpunk.

## Handlung
Belgrad im Jahr 2074: Intelligente Roboter, Antigravfahrzeuge und andere Zukunftstechnologie prägen das Stadtbild. Die Psychologiestudentin Edit M. Stefanović ist erneut bei einer Prüfung durchgefallen, was bei ihrer Familie nicht gut ankommt. Sie lässt sich beim nächsten Versuch, die Prüfung zu bestehen, einen militärischen Microchip bei einem Dealer einpflanzen, der ihre mentalen Fähigkeiten steigern soll.
Nebenbei arbeitet Edit für ein Unternehmen als Betreuerin für einen autistischen jungen Mann namens Abel Mustafov. Er hat eine Art Weltformel entwickelt, die jedoch sämtliche Computer, die diese zu berechnen versuchten, erst sich selbst bewusst gemacht hat und dann zu deren Absturz führte. Beim Betrachten der Formel wird der Chip in Edits Körper aktiv und schafft es durch das Verbundensein mit ihr, nicht abzustürzen. Es kommt zu starken Veränderungen in Edits Körper: Der Chip baut ein eigenes Nervennetzwerk auf und übernimmt zeitweilig die Kontrolle über Edit, mit welcher er kommuniziert und die ihm den Namen Edi gibt.
Edits Arbeitgeber finden dies alles heraus und wollen sich der so entstandenen Technologie bemächtigen, was Edits Tod bedeuten würde. Zusammen mit Edi und ihren Freunden versucht Edit, aus der Situation herauszukommen.

## Produktion
Technotise erlebte seine Premiere am 28. September 2009. Es handelt sich dabei um eine verfilmte Fortsetzung der Graphic Novel (Comic) Technotise aus dem Jahr 1999.
Im Film sind verschiedene Anspielungen zur Populärkultur Serbiens bzw. Südosteuropas enthalten: Die Polizei fährt auch in der Zukunft noch immer alte Yugo-Modelle, welche jedoch zu Antigravfahrzeugen weiterentwickelt worden sind. Edit hat zwei kleine, intelligente Roboter in Form eines Hasen und eines Bären, die eine Anspielung auf eine populäre Witzegattung sind. In einer surrealen Rückblende taucht Slobodan Milošević auf. Im Film gibt es Anspielungen auf bestimmte Eigenheiten Südosteuropas bzw. Serbiens, wie etwa das Kaffeekochen in der Džezva noch im späten 21. Jahrhundert.

## Unterschiede zum Comic
Obwohl der 1999 erschienene Comic Technotise als Vorgänger zu dem Animationsfilm gilt, gibt es wesentliche Unterschiede.
So ist Edit im Comic Archäologiestudentin, und das Jahr ist 2047, also 27 Jahre vor der Handlung des Films.

## Kritiken
„Sehenswerter serbischer Animationsfilm für Erwachsene mit trockenem Humor, der gekonnt Verschwörungs-, Sci-Fi- und Thriller-Elemente miteinander verbindet. „Technotise“ schwächelt jedoch in der Verbindung der einzelnen Sequenzen und der etwas oberflächlichen Auseinandersetzung mit dem Hauptthema. Visuell gewöhnungsbedürftig, aber äusserst gelungen.“

„Mit der Thematik wissenschaftliche Methoden für die Suche nach "Gott" zu nutzen und der fortlaufenden Verbindung zwischen Mensch und Maschine, wird Qualitäts-Cyberpunk geboten, der selbst Anime-Fans langfristig glücklich machen wird. Dieser Animefilm ist Byte für Byte auf einem Level mit Ghost in the Shell. (10 von 10 Sternen)“